# Sak Noel
Isaac Mahmood Noell (La Cellera de Ter, Cataluña, España 12 de abril de 1983), más conocido como Sak Noel, es un disc jockey, productor, compositor y director de videoclips español. Fue cofundador y director de Moguda, la comunidad nightlife de Cataluña. Moguda cesó operaciones en 2011 cuando Sak Noel fundó su propia empresa con su apellido, NOEL MUSIC.
Sak Noel comenzó en la música en la adolescencia, influido por los sonidos electrónicos. Habiendo producido cantidad de temas para terceros decide ir por su cuenta adoptando el stage-name actual "Sak Noel". Su primer sencillo "Loca People (2011)" es un gran éxito a nivel mundial logrando varios #1 en diferentes países de entre los cuales destaca el conseguido en el Reino Unido (UK Official Charts), siendo el 5.º artista español (y primer compositor español) de la historia en lograrlo. El remix de "Loca People" con Sensato y Pitbull "Crazy People" logra la nominación como Best Urban Song en los XIII Latin Grammy Awards (2012).
El sencillo sucesor de "Loca People" llamado "Paso (The Nini Anthem)" se convierte en el segundo mayor éxito de la carrera de Sak Noel al lograr más de 30 millones de visitas en Youtube y conseguir destacar en varios charts a nivel mundial.
Después de varios años apartado de la primera línea regresa en con fuerza con el sencillo "No Boyfriend" (2014), junto a Mayra Veronica, consiguiendo más de 30 millones de visitas en Youtube y convirtiéndose en un fenómeno viral en Estados Unidos. La canción debuta en el número #40 del Dance/Mix Show Airplay.

## Discografía

### Sencillos
- «Loca People» (2011)
- «Paso (The Nini Anthem)» (2011)
- «Where? (I Lost My Underwear)» (2012)
- «Party on my level» (Con Sito Rocks) (2013)
- «I Am The Law» (2013)
- «Young & Reckless» (Con Da Beat Freakz) (2014)
- «No Boyfriendl» (Con Mayra Veronica) (2014)
- «Pinga» (Con Sito Rocks) (2015)
- «Trumpets» (junto a Salvi con Sean Paul) (2016)
- «OMG» (2017)